# Ford Shelby Cobra
La Ford Shelby Cobra est un prototype construit par Ford en 2004. Il est une réinterprétation moderne de la Shelby Cobra des années 1960.